# Isocarboxazide
L'isocarboxazide (aussi connu sous les noms de marque Marplan, Marplon, Enerzer) est un inhibiteur non-sélectif et irréversible de la monoamine oxydase (IMAO). De la classe des hydrazines, il est utilisé comme antidépresseur.
Il est principalement utilisé dans la gestion des troubles de l'humeur et de l'anxiété. Il a été considéré comme candidat possible pour le traitement de la maladie de Parkinson et d'autres démences. L'isocarboxazide est efficace, mais provoque des effets secondaires indésirables : maux de tête, jaunisse, douleur à la poitrine, prise de poids, trouble de la posture, vertige et tremblements. L'isocarboxazide, comme les autres IMAO, augmente le niveau des neurotransmetteurs monoaminés sérotonine, dopamine et noradrénaline dans le cerveau.
Les IMAO classiques comme l'isocarboxazide sont de moins en moins utilisés en raison de leurs interactions médicamenteuses possibles avec la nourriture et de leur remplacement progressif par de nouvelles molécules plus efficaces et mieux tolérées car plus spécifiques, comme les inhibiteurs sélectifs de la recapture de la sérotonine.